# Giurgești, Hunedoara
Giurgești este un sat în comuna Bulzeștii de Sus din județul Hunedoara, Transilvania, România.